# WannaCry

Ekran wyświetlający się po zainfekowaniu komputera przez WannaCry

WannaCry (znany również jako WannaCrypt lub WanaCrypt0r 2.0) – rodzaj oprogramowania wymuszającego okup (ang. ransomware). Duża fala cyberataków za pomocą tego oprogramowania miała miejsce w maju 2017, kiedy zainfekowanych zostało ponad 300 tys. komputerów w 99 krajach. Przestępcy żądali zapłaty w 28 językach (w tym polskim). Według danych Europolu był to największy atak tego rodzaju w ostatnim czasie. WannaCry wykorzystuje exploit o nazwie EternalBlue, który rzekomo został zaprojektowany w amerykańskiej agencji bezpieczeństwa narodowego w celu atakowania komputerów z systemem Windows. Struktura kodu WannaCry przypomina te z wcześniejszych ataków północnokoreańskiej grupy Lazarus.

## Zasięg
W ataku ucierpiała Telefónica i kilka innych dużych przedsiębiorstw w Hiszpanii, a także części brytyjskiej narodowej służby zdrowia, Fedex oraz Deutsche Bahn. Media donosiły także, że inne cele w co najmniej 99 krajach również zostały zaatakowane w tym samym czasie. W Rosji zainfekowanych zostało ponad 1000 komputerów w ministerstwie spraw wewnętrznych, agencji zarządzania sytuacjami kryzysowymi (EMERCOM) oraz w przedsiębiorstwie telekomunikacyjnym MegaFon. Do 17 maja łączny okup jaki dostali hakerzy wynosił ponad 79 tys. USD.

## Wyciek z NSA
Faktem jest, że NSA stworzyła „zero-day exploits”. Narzędzia te, służące do wykorzystywania luk w oprogramowaniach, są ogromnym zagrożeniem, jeżeli zainfekują system. Te exploity zostały utworzone przez specjalnie do tego celu przeznaczone Centrum Cyberwywiadowcze CIA. Jak się okazuje Centrum we współpracy z najlepszymi programistami opracowało możliwość włamania się do większości popularnych urządzeń. Można wymienić tu systemy takie jakie iOS, Android, Microsoft Windows oraz urządzenia jak SmartTV firmy Samsung. W praktyce oznacza to, że służby CIA mogą podsłuchiwać kogo chcą i kiedy chcą. W 2016 roku grupa Shadow Brokers ujawnia serię tajnych narzędzi. Po tym jak nikogo nie zainteresowało wykupienie wiadomości jakie w posiadaniu ma grupa, postanowili opublikować kolejną serię exploitów, tym razem zaadresowaną do systemów Windows. NSA korzystała z exploitów do ataków na banki, systemy SWIFT, do infiltrowania sieci- atakując VPN i firewall. Narzędzia te to: EternalBlue, EternalChampion, EternalRomance, EternalSystem, ExplodingCan.

## Exploit EternalBlue
Złośliwe oprogramowanie wykorzystujące exploit (program mający na celu wykorzystanie błędów w oprogramowaniu) o nazwie „EternalBlue” zostało opracowane przez amerykańską agencję bezpieczeństwa (NSA). Zostało ono wykorzystane przez grupę hakerów zwaną Shadow Brokers (TB). Udostępniła ona publicznie luki, które były ukierunkowane na zapory korporacyjne, oprogramowanie antywirusowe i produkty Microsoft.
EternalBlue wykorzystał lukę w protokole Microsoft Server Message Block 1.0 (SMBv1), dzięki niej zyskał dostęp do zdalnego wykonania dostarczonego kodu na komputerze ofiary (użycie Double Pulsar, czyli tak zwanego backdoor). DoublePulsar zapewnił cyberprzestępcom wysoką kontrolę nad systemem komputerowym. Backdoor używa trzech poleceń: ping, kill i exec.

## Przebieg infekcji
Zainfekowane komputery dostawały komunikat z informacją o przeprowadzonym ataku, a wyglądało to mniej więcej tak:
Plikom po infekcji zostało nadane rozszerzenie .WNCRY. By otrzymać do nich dostęp, należy wpłacić około 300 dolarów w bitcoinach za każdą zainfekowaną stację. Hakerzy stosują tutaj socjotechnikę polegającą na zastraszeniu – cena ma dwukrotnie wzrosnąć po trzech dobach, a po upływie tygodnia odzyskanie danych staje się niemożliwe.
Hakerzy w komunikacie informują swoje ofiary, w jaki sposób mają dokonać płatności – za pomocą kryptowaluty Bitcoin oraz podają adres portfela, na który mają wykonać transfer środków pieniężnych. Sprawcy podali trzy różne adresy dla portfeli.
Adresy dwóch z nich to:
- https://blockchain.info/address/115p7UMMngoj1pMvkpHijcRdfJNXj6LrLn[17]
- https://blockchain.info/address/12t9YDPgwueZ9NyMgw519p7AA8isjr6SMw[17].

## Szukanie winnych
USA oskarżają Koreę Północną o atak. MSZ Korei odpowiedziało, że nie jest to ich sprawka. Podejrzenie zostało wymierzone w ich kierunku, ponieważ wcześniej miał miejsce atak na firmę Sony Pictures, która wyprodukowała komedię „Wywiad ze Słońcem Narodu”, gdzie zostały przedstawione fikcyjne plany zamachu na Kim Dzong Una. Firma Sony po tym fakcie została zaatakowana. Wyciekły prywatne dane pracowników takie jak numery ubezpieczeń, wyciągi finansowe oraz informacje o zarobkach.
Oskarżono Park Dzin Kioka, który według amerykańskich prokuratorów federalnych miał powiązania z północnokoreańskim rządem i to w porozumieniu z nim przeprowadził ataki. Ponadto zarzucono mu atak na centralny Bank w Bangladeszu w 2016 roku oraz na brytyjską służbę zdrowia w 2017. Dodatkowo zarzuca się Parkowi udział w zespole programistów zatrudnionych w firmie Chosun Expo, działającej z miasta Dalian w Chinach. Amerykański resort finansów umieścił Parka i Chosun Expo na liście podmiotów objętych sankcjami bankowymi.

## Aktualizacja zabezpieczeń
Poprawka eliminująca tę lukę bezpieczeństwa została wydana przez Microsoft już 14 marca 2017. Jednak wiele komputerów pozostało narażonych ze względu na opóźnienia w instalacji aktualizacji zabezpieczeń. Użytkownicy systemu Windows XP, który nie jest wspierany przez Microsoft od kwietnia 2014, nie otrzymali marcowej aktualizacji. Jednak po serii ataków WannaCry, 12 maja 2017, producent zdecydował się opublikować poprawkę dla wszystkich użytkowników Windows XP.

## Atak na brytyjski NHS
Według Theresy May cyberatak na brytyjską służbę zdrowia był częścią szerszego, międzynarodowego ataku. W przeciągu tygodnia około 1% opieki został zakłócony. Włamanie spowodowało między 12 a 19 maja odwołanie 19000 spotkań, co kosztowało 20 milionów funtów. Późniejsze koszty zostały wygenerowane na dodatkowe 72 miliony funtów.

## Zahamowanie rozprzestrzeniania
12 maja 2017 r. Marcus Hutchins z Kryptos Logic znalazł próbkę kodu wirusa i ustalił, że oprogramowanie łączyło się z niezarejestrowaną domeną. Hutchins postanowił zarejestrować domenę na siebie, co zatrzymało infekowanie kolejnych komputerów.

## Ofiary ataku WannaCry
W ataku ucierpiało kilka większych firm oraz instytucje jak brytyjska służba zdrowia, rosyjskie banki i koleje państwowe oraz 1000 komputerów w ministerstwie spraw wewnętrznych, firma EMERCOM oraz MeganFon. indyjskie linie lotnicze oraz włoskie uniwersytety. Infekcja dosięgła także firmy: Nissan, Telefonica, FedEx, Deutsche Bahn.
Do 17 maja hakerzy otrzymali ponad 79 tysięcy USD.